# Pantone 448 C
Pantone 448 C, также известный как «самый уродливый цвет в мире» — цвет в цветовой системе Pantone, описываемый как «тусклый тёмно-коричневый». В 2016 году он был выбран в качестве цвета для упаковок табака и сигарет в Австралии после того, как исследователи рынка определили, что он является наименее привлекательным цветом. Министерство здравоохранения Австралии первоначально называло этот цвет оливково-зелёным, но название было изменено после того, как Австралийская оливковая ассоциация выразила озабоченность.
С 2016 года этот же цвет используется для упаковок сигарет во Франции, Великобритании, Израиле, Норвегии, Новой Зеландии, Словении, Саудовской Аравии и Турции.